# مقاطعة كلايتون (جورجيا)
مقاطعة كلايتون (بالإنجليزية: Clayton County)‏ هي إحدى المقاطعات في ولاية جورجيا في الولايات المتحدة الأمريكية.

## أعلام
- تروت كاثي
- مارلين ديوك
- ماريو إدواردز
- روبرت آدمسون